# Mostecké listy
Mostecké listy je měsíčník vydávaný statutárním městem Most. Vycházejí od roku 2000 a jejich náplní jsou informace o činnosti mosteckého magistrátu, samosprávy, dění ve městě, historie regionu a aktuality z komunální sféry. Náklad měsíčníku činí 32 tisíc kusů. Mostecké listy drží několik certifikátů profesionální úrovně Rated a TOP Rated ze soutěže Zlatý středník. Od října 2009 vycházejí Mostecké listy také jako internetový deník s názvem Mostecké listy on-line.